# 海南黄芩
海南黄芩（学名：Scutellaria hainanensis）为唇形科黄芩属下的一个种。其种加词“hainanensis”意为“海南的”。